# Alestes
Alestes és un gènere de peixos pertanyent a la família dels alèstids.

## Distribució geogràfica
Es troba a Àfrica.

## Ús comercial
A la conca del llac Txad són, juntament amb altres espècies del gènere Hydrocynus, lleugerament fumats i assecats, i destinats al consum humà.

## Taxonomia
- Alestes ansorgii  (Boulenger, 1910)
- Alestes baremoze  (Joannis, 1835)[4]
- Alestes bartoni  (Nichols & La Monte, 1953)[5]
- Alestes batesii  (Boulenger, 1903)[6]
- Alestes bimaculatus  (Boulenger, 1899)[7]
- Alestes bouboni  (Roman, 1973)[8]
- Alestes carmesinus  (Nichols & Griscom, 1917)[9]
- Alestes comptus  (Roberts & Stewart, 1976)[10]
- Alestes dentex  (Linnaeus, 1758)[11]
- Alestes grandisquamis  (Boulenger, 1899)[7]
- Alestes humilis  (Boulenger, 1905)[12]
- Alestes inferus  (Stiassny, Schelly & Mamonekene, 2009)[13]
- Alestes liebrechtsii  (Boulenger, 1898)[14]
- Alestes macrophthalmus  (Günther, 1867)[15]
- Alestes peringueyi  (Boulenger, 1923)[16]
- Alestes schoutedeni  (Boulenger, 1912)[17]
- Alestes stuhlmannii  (Pfeffer, 1896)[18]
- Alestes taeniurus  (Günther, 1867)[15]
- Alestes tessmanni  (Pappenheim, 1911)[19]
- Alestes tholloni  (Pellegrin, 1901)[20][21][22][23][24][25][26]